# Lamya Matoub
Pour les articles homonymes, voir Matoub.
Lamya Matoub, née le 18 janvier 1992 à Saint-Denis, est une karatéka franco-algérienne.

## Biographie
Lamya Matoub s'entraîne depuis sa jeunesse au club de Sarcelles et a défendu les couleurs de la France dans les catégories de jeunes, puis de l'Algérie dans les équipes seniors. Née en France et résidant à Pierrefitte-sur-Seine, commune où elle exerce la profession d'enseignante, elle reste très attachée à Tigounatine, village kabyle d'origine de sa famille dans la commune d’Akerou, daïra d’Azeffoun.
En 2014, elle décide de représenter l'Algérie, le pays d’origine de ses parents : « J’ai été en équipe de France durant toute ma jeunesse. Mais il y a eu un moment où les sélections n’arrivaient pas, sans aucune raison. Par exemple, je n’ai pas été sélectionnée pour les Championnats du monde 2012 à Paris (...)  C’était pour tout sauf pour des considérations sportives ».
Elle remporte la médaille d'or individuelle en kumite moins de 68 kg et en kumite par équipes aux Jeux africains de 2015 à Brazzaville.
Lamya Matoub remporte en juillet 2017 la médaille d'or dans la catégorie des moins de 68 kg) lors des Jeux mondiaux qui se déroulent à Wrocław en Pologne, en battant en finale l'Autrichienne Alisa Buchinger.
En septembre 2018, elle est championne d'Afrique en individuel et par équipe (aux côtés de Widad Draou (-55 kg), Chaïma Midi (-61 kg) et Imène Atif (+68 kg)) à Kigali. Elle est médaillée de bronze aux Championnats du monde de karaté 2018 à Madrid.
En juillet 2019, elle remporte la médaille d'argent en kumite des moins de 68 kg aux Championnats d'Afrique de karaté 2019 à Gaborone (Botswana).
Elle remporte la médaille de bronze des moins de 68 kg aux Jeux africains de 2019 à Rabat.
En juin 2021, elle obtient sa qualification pour les Jeux olympiques de Tokyo.

## Palmarès
| Saison | Compétition                              | Lieu        | Résultat    | Catégorie   |
| ------ | ---------------------------------------- | ----------- | ----------- | ----------- |
| 2010   | Championnats de France - 61 kg           |             | 2e          | individuel  |
| 2011   | Coupe de France                          |             | 2e          | individuel  |
| 2011   | Championnat de France                    |             | 2e          | individuel  |
| 2011   | Championnat de France                    | 1re         | par équipes |             |
| 2011   | Open de Paris                            |             | 1re         | individuel  |
| 2011   | Open de Wasquehal                        |             | 3e          | individuel  |
| 2011   | Coupe du Monde des Clubs en Turquie      |             | 3e          | par équipes |
| 2012   | Championnats du monde universitaires     | Bratislava  | 1re         | individuel  |
| 2012   | Championnat de France                    |             | 2e          | individuel  |
| 2012   | Championnat de France                    | 1re         | par équipes |             |
| 2012   | Coupe de France                          |             | 1re         | individuel  |
| 2013   | Open de Dubaï                            |             | 3e          | par équipes |
| 2013   | Championnat France universitaires Open   |             | 1re         | individuel  |
| 2013   | Championnat France universitaires -68 kg |             | 2e          | individuel  |
| 2013   | Open de Paris                            | Paris       | 3e          | individuel  |
| 2013   | Open Inter-Régions IDF                   |             | 1re         | individuel  |
| 2013   | Championnat de France                    |             | 1re         | par équipes |
| 2013   | Coupe de France                          |             | 2e          | individuel  |
| 2014   | Championnat de France                    |             | 3e          | individuel  |
| 2014   | Coupe de France                          |             | 1re         | individuel  |
| 2014   | Coupe de France                          | 1re         | par équipes |             |
| 2014   | Open de Turquie                          | Istanbul    | 1re         | individuel  |
| 2014   | Open de Turquie                          | Istanbul    | 3e          | par équipes |
| 2014   | Venice Cup 2014                          |             | 1re         | individuel  |
| 2015   | Jeux Africains                           | Brazzaville | 1re         | par équipes |
| 2015   | Jeux Africains                           | Brazzaville | 1re         | individuel  |
| 2015   | Championnat d'Algérie                    |             | 1re         | par équipes |
| 2015   | Championnat d'Algérie                    | 1re         | individuel  |             |
| 2015   | Championnat de France                    |             | 2e          | par équipes |
| 2015   | Open de Coburg                           | Allemagne   | 3e          | individuel  |
| 2015   | Open de Paris                            |             | 2e          | individuel  |
| 2015   | Coupe de France                          |             | 3e          | individuel  |
| 2016   | Championnat de France                    |             | 1re         | par équipes |
| 2016   | Coupe de France                          |             | 1re         | par équipes |
| 2016   | Coupe de France                          | 1re         | individuel  |             |
| 2017   | K1 Paris                                 |             | 3e          | individuel  |
| 2017   | Jeux mondiaux                            | Wroclaw     | 1re         | individuel  |
| 2017   | Championnat de France                    |             | 2e          | par équipes |
| 2017   | Coupe de France                          |             | 1re         | par équipes |
| 2017   | Coupe de France                          | 2e          | individuel  |             |
| 2018   | Championnat de France                    |             | 1re         | par équipes |
| 2018   | Championnats d'Afrique                   |             | 1re         | individuel  |
| 2018   | Championnats d'Afrique                   | 1re         | par équipes |             |
| 2018   | Championnat du Monde                     |             | 3e          | individuel  |
| 2018   | Coupe de France                          |             | 1re         | individuel  |
| 2018   | Coupe de France                          | 1re         | par équipes |             |
| 2019   | Championnats d'Afrique                   | Gaborone    | 2e          | individuel  |
| 2019   | Championnats d'Afrique                   | Gaborone    | 3e          | par équipes |
| 2019   | Jeux africains                           | Rabat       | 3e          | individuel  |
| 2019   | Jeux africains                           | Rabat       | 3e          | par équipes |
| 2019   | Coupe de France                          |             | 1re         | par équipes |
| 2019   | Coupe de France                          | 2e          | individuel  |             |
| 2019   | Championnat de France                    |             | 1re         | par équipes |

| Saison | Compétition               | Lieu              | Résultat          | Catégorie  |
| ------ | ------------------------- | ----------------- | ----------------- | ---------- |
| 2010   | Coupe de France           |                   | Médaille d'or     | individuel |
| 2011   | Coupe de France           |                   | Médaille d'argent | individuel |
| 2011   | Championnat Méditerranéen |                   | Médaille d'or     | individuel |
| 2011   | Open de Luxembourg        |                   | Médaille d'or     | individuel |
| 2012   | Championnats d'Europe     | Bakou Azerbaïdjan | Médaille d'argent | individuel |
| 2012   | Coupe de France           |                   | Médaille d'argent | individuel |